# アジェルトゥルデ・ディ・ベネヴェント
アジェルトゥルデ・ディ・ベネヴェント（Ageltrude di Benevento, ? - 923年8月27日）は、イタリア王・ローマ皇帝グイード・ダ・スポレートの妃でランベルトの母。息子ランベルトの摂政をつとめ、ランベルトにカロリング家との対立や自分たちの有利になるように教皇選挙への関与を促した。

## 生涯
アジェルトゥルデはベネヴェント公アデルキとアジェルトゥルデとの間の娘である。グイードと結婚したのは880年代初めであるが、その頃グイードはまだスポレート公、カメリーノ侯であった。
894年、アジェルトゥルデは、息子ランベルトの皇帝位を承認してもらうため、教皇フォルモススに会いにランベルトを伴ってローマに赴いたが、フォルモススはカロリング家のアルヌルフが皇帝になることを支持していた。896年、アルヌルフが軍を率いてローマに入り、ランベルトの対立皇帝として戴冠されると、アジェルトゥルデとランベルトはスポレートに身を隠した。しかしその後まもなくして、アルヌルフは麻痺の症状に襲われ、教皇フォルモススは死去した。アジェルトゥルデはすぐさま自身の権力を確立するためローマに向かい、ステファヌス6世を教皇に選んだ。アジェルトゥルデおよびランベルトは、フォルモススの遺体を掘り起こして裁判にかけた。この死体裁判でフォルモススには有罪の判決が下され、その遺体はテヴェレ川に投げ入れられた。